# Éva Ráduly-Zörgő
Éva Ileana Ráduly-Zörgő (ur. 23 października 1954 w Klużu-Napoce) – rumuńska lekkoatletka, która specjalizowała się w rzucie oszczepem.
Trzykrotna uczestniczka igrzysk olimpijskich: Monachium 1972 (niesklasyfikowana), Montreal 1976, oraz Moskwa 1980. Dwa razy stawała na podium uniwersjady. Wielokrotna medalistka mistrzostw Rumunii. Rekord życiowy: 68,80 (1980).

## Osiągnięcia
| Rok  | Impreza                     | Miejsce   | Lokata      | Wynik |
| ---- | --------------------------- | --------- | ----------- | ----- |
| 1970 | Mistrzostwa Europy juniorów | Paryż     | 9. miejsce  | 43,56 |
| 1972 | Igrzyska olimpijskie        | Monachium | –           | –     |
| 1975 | Uniwersjada                 | Rzym      | 3. miejsce  | 59,50 |
| 1976 | Igrzyska olimpijskie        | Montreal  | 11. miejsce | 55,60 |
| 1977 | Półfinał pucharu Europy     | Bukareszt | 1. miejsce  | 57,22 |
| 1978 | Mistrzostwa Europy          | Praga     | 5. miejsce  | 61,14 |
| 1979 | Uniwersjada                 | Meksyk    | 1. miejsce  | 67,20 |
| 1979 | Półfinał pucharu Europy     | Sofia     | 1. miejsce  | 64,54 |
| 1979 | Finał B pucharu Europy      | Antony    | 1. miejsce  | 65,86 |
| 1980 | Igrzyska olimpijskie        | Moskwa    | 7. miejsce  | 64,80 |